# Jorge Sangumba

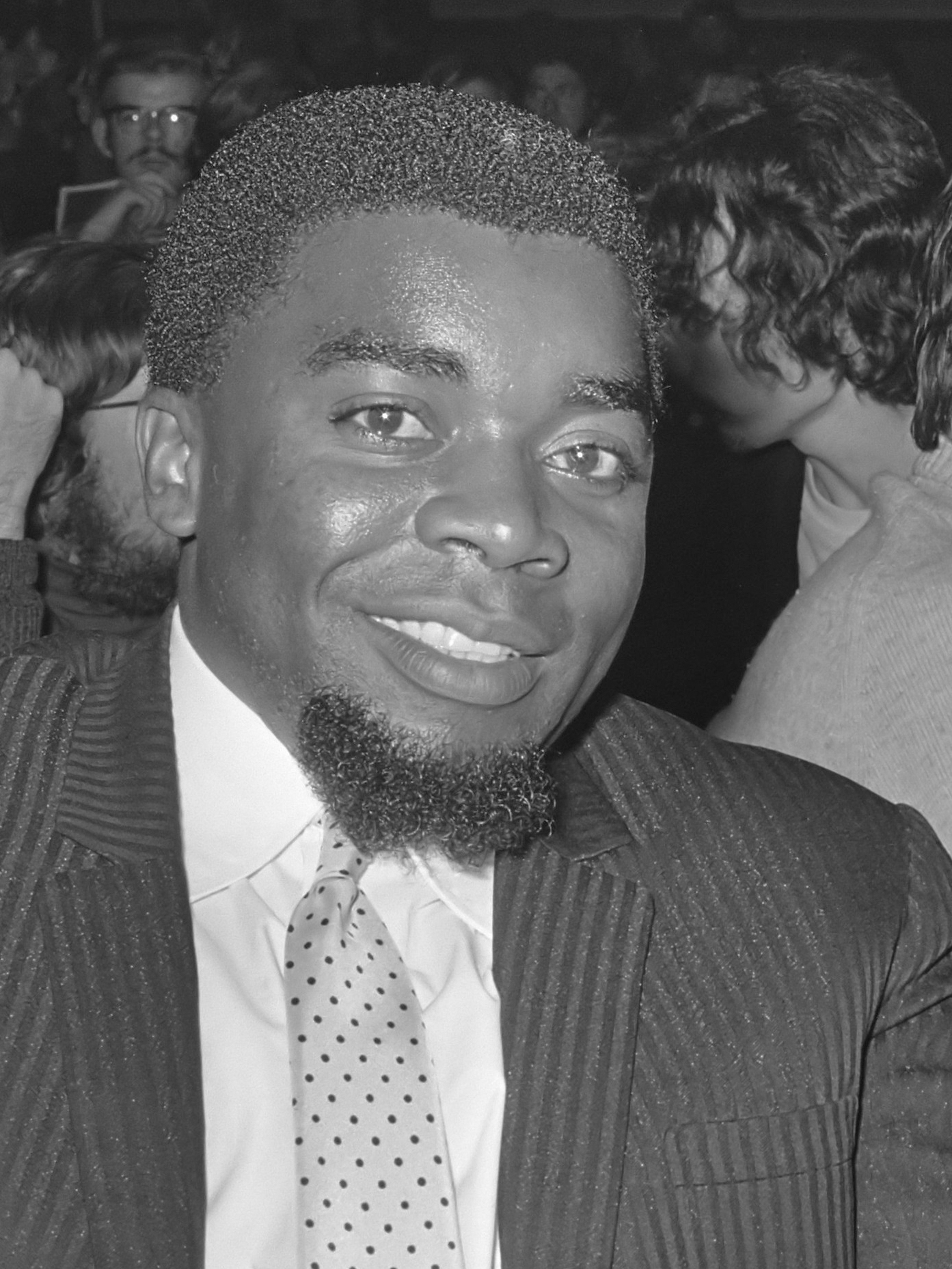
Jorge Sangumba (1969)

Jorge Ornelas Isaac Sangumba (1944–1982) foi Ministro dos Negócios Estrangeiros da UNITA durante a Guerra da Independência de Angola.

## História
Sangumba estudou nos Estados Unidos antes de ingressar na União Nacional de Estudantes Angolanos (UNEA) no início dos anos 1960. Em 1965 tornou-se representante da UNEA para os assuntos externos, um precursor da sua futura nomeação como Ministro dos Negócios Estrangeiros da União Nacional para a Independência Total de Angola (UNITA) em Agosto de 1969.
A 9 de Fevereiro de 1976, Sangumba tinha anunciado oficialmente que a cidade de Huambo, no centro de Angola, onde dois movimentos nacionalistas apoiados pelo ocidente proclamaram a constituição de um governo em Novembro passado, tinha caído nas mãos das forças angolanas abastecidas pelos soviéticos e comandadas por tropas cubanas.

## Morte e consequências
Jonas Savimbi, líder da UNITA, supostamente ordenou o assassinato de Sangumba juntamente com vários outros potenciais rivais pela liderança da UNITA durante a Guerra Civil Angolana.